# Aeverrillia armata
Aeverrillia armata is een mosdiertjessoort uit de familie van de Aeverrilliidae. De wetenschappelijke naam van de soort is, als Buskia armata, voor het eerst geldig gepubliceerd in 1873 door Verrill.

## Verspreiding
Aeverrillia armata is inheems in het oosten en de Golfkusten van Noord-Amerika. Het leefgebied strekt zich uit van Maine tot North Carolina en langs de Golfkusten van Florida en Texas. Daarnaast zijn geïntroduceerde populaties gevonden in Californië en Nieuw-Zeeland. Deze mosdiertjessoort wordt voornamelijk gevonden in zoutwater omgevingen, maar is kan in brakwater verblijven bij zoutgehaltes zo laag als 12 psu. Het groeit gehecht aan algen, hydroïdpoliepen, andere mosdiertjes, schelpfragmenten en palen.